# Weston Richburg
Pour les articles homonymes, voir Richburg.
(en) Statistiques sur pro-football-reference
Weston Blaine Richburg, né le 9 juillet 1991 est un joueur américain de football américain jouant au poste de Centre.
Il évolue depuis 2018 en NFL chez les 49ers de San Francisco .
Il avait été  sélectionné au 2e tour de la Draft 2014 de la NFL par les Giants de New York chez qui a joué de 2014 à 2017.
Auparavant, il jouait au football universitaire chez les Rams de Colorado State.

## Carrière universitaire

### Les débuts
Natif de Bushland au Texas, Richburg intègre la Bushland High School, où il devient une star locale en football américain et en athlétisme.
En football américain, il était joueur de ligne offensive et capitaine d'équipe. Comme senior, il enregistre 2 sacks comme joueur de ligne défensive mais est sélectionné comme joueur de ligne offensif dans l'équipe type des Districts de la Conférence UIL Class 4A. Les Falcons de Bushland sont invaincus en saison régulière (10 victoires en autant de matchs), mais sont battus lors du premier tour des playoffs de la Division 2A par Muleshoe High School.
En athlétisme, il est plutôt bon au lancer du poids. Il gagne le titre de l'état lors des championnats UIL T&F 2009 avec un record personnel de 18,34 mètres (60 ft 1 in), établissant le nouveau record de son école et le 4e meilleur lancé par un jeune athlète du Texas. 
Dans la discipline du lancer de disque, il effectue un lancer à 53,31 mètres (172 ft 2 in) aux qualifications régionales 2009 de l'université de Texas Tech y gagnant la médaille de bronze. Au début de son entrée à l'école, il avait également fait quelques compétitions en courses de haies.

### Recrutement NCAA
Considéré par Rivals.com comme une possible recrue 2 étoiles, Richburg n'est pas classé parmi les meilleurs joueurs offensifs de ligne de la classe 2009 qui comptait entre autres joueurs, D. J. Fluker et Taylor Lewan
Il choisit de s'inscrire chez les Rams de Colorado State évoluant en Mountain West Conference de la Division I (NCAA) FBS plutôt que chez les Horned Frogs de TCU, la seule autre équipe de NCAA a lui avoir fait une offre
.

#### Rams de Colorado State
Au début de sa saison Senior, Richburg est côté à plus de 90 % de rendement lors de 5 matchs joués. Il y comptabilise 1 sack en solo. Il remporte le New Mexico Bowl 2013 contre Washington State 48 à 45.

## Carrière professionnelle

### Draft 2004 de la NFL
Richburg est considéré comme un des meilleurs Centre (football américain) présents à la Draft 2014 de la NFL. Il est sélectionné par les Giants de New York au second tour en 43e choix global. Il devient le plus récent joueur de ligne offensive de Colorado State à avoir été sélectionné lors d'une Draft NFL après Shelley Smith en 2010.
| Données mesurées lors du NFL Scouting Combine 2014 | Données mesurées lors du NFL Scouting Combine 2014 | Données mesurées lors du NFL Scouting Combine 2014 | Données mesurées lors du NFL Scouting Combine 2014 | Données mesurées lors du NFL Scouting Combine 2014 | Données mesurées lors du NFL Scouting Combine 2014 | Données mesurées lors du NFL Scouting Combine 2014 | Données mesurées lors du NFL Scouting Combine 2014 | Données mesurées lors du NFL Scouting Combine 2014 | Données mesurées lors du NFL Scouting Combine 2014 | Données mesurées lors du NFL Scouting Combine 2014 |
| Taille                                             | Poids                                              | Long. bras                                         | Taille main                                        | 40 yds dash                                        | 10 yds split                                       | 20 yds split                                       | 20 yds shuttle                                     | 3 cone drill                                       | Dét. Vert.                                         | Dét. Long.                                         |
| -------------------------------------------------- | -------------------------------------------------- | -------------------------------------------------- | -------------------------------------------------- | -------------------------------------------------- | -------------------------------------------------- | -------------------------------------------------- | -------------------------------------------------- | -------------------------------------------------- | -------------------------------------------------- | -------------------------------------------------- |
| 1,90 m (6 ft 3 in)                                 | 135,170 kg (298 lb)                                | 84,50 cm (33 3/8 in)                               | 23,49 (9,25 in)                                    | 5,10 s                                             | -                                                  | -                                                  | 4,63 s                                             | 7,93 s                                             | 64,77 cm (25,5 in)                                 | 2,69 m (8 ft 10 in)                                |

### Giants de New York

#### Saison 2014
Lors de son année rookie, Richburg participe aux 16 matchs de la saison dont 15 comme titulaire. Il fut remplacé comme titulaire lors du match contre Dallas le 23 novembre 2014 par Adam Snyder mais ce dernier se blesse au genou lors du match et Richburg reprend de suite sa place comme Left Guard où il jouera tout le reste de la saison. La ligne offensive dont faisait partie Richburg sera classée 10e de NFL pour la moyenne de yards gagnés par match (367,2 yards) et 7e en moyenne de yards gagnés à la passe (267 yards). Richburg aidera ainsi son quarterback Eli Manning à établir le record de la franchise avec 379 passes complétées.

#### Saison 2015
En 2015, Richburg reprend sa place naturelle au Centre. Avec une seule année d'expérience en NFL, il montre de réelle capacité à cette place tout au long de la saison. Il est considéré ainsi comme un des meilleurs Centres de la ligue et est même classé no 2 par Pro Football Focus à l'issue de la saison.

#### Saison 2016
En 3e semaine contre les Redskins de Washington le 25 septembre 2016, Richburg est expulsé après deux pénalités consécutives à deux comportements antisportifs. Il devient le premier joueur à être expulsé sous la nouvelle règle applicable depuis le début de saison 2016.

#### Saison 2017
Le 4 novembre 2017, Richburg est placé comme blessé en réserve à la suite d'une commotion cérébrale,.

### 49ersde San Francisco

#### Saison 2018
Le 14 mars 2018, Richburg signe un contrat de cinq ans pour 47,5 millions de $ avec les 49ers de San Francisco,.

## Statistiques en NFL
| Statistiques de Weston Richburg | Statistiques de Weston Richburg | Statistiques de Weston Richburg | Statistiques de Weston Richburg | Statistiques de Weston Richburg | Matchs | Matchs | Pénalités |
| Saisons                         | Équipes                         | Âge                             | Pos.                            | N°                              | M.J.   | M.T    | Nbr./Y.   |
| 2014                            | NYG                             | 23                              | LG                              | 70                              | 16     | 15     | 6/55      |
| 2015                            | NYG                             | 24                              | LG                              | 70                              | 15     | 15     | 3/25      |
| 2016                            | NYG                             | 25                              | LG                              | 70                              | 16     | 16     | ?         |
| 2017                            | NYG                             | 26                              | LG                              | 70                              | 4      | 4      | ?         |
| Carrière aux NYG (4 ans)        | Carrière aux NYG (4 ans)        | Carrière aux NYG (4 ans)        | LG                              | 70                              | 51     | 51     | 9/75      |
| 2018                            | 49ers                           | 27                              | LG                              | 70                              | ?      | ?      | ?         |
| Carrière en NFL                 | Carrière en NFL                 | Carrière en NFL                 | Carrière en NFL                 | Carrière en NFL                 | 51     | 50     | 9/75      |